# Dysembryoplastischer neuroepithelialer Tumor
Der Dysembryoplastische neuroepitheliale Tumor (abgekürzt DNET oder DNT) ist ein seltener, gutartiger Hirntumor, der erstmals 1988 von Daumas-Duport beschrieben wurde. Diese Tumoren kommen vor allem bei Kindern, Jugendlichen und jungen Erwachsenen vor und manifestieren sich durch epileptische Anfälle, zum Teil mit jahrelanger Vorgeschichte. Die Tumoren sind in der Regel oberflächlich im Großhirn gelegen, es sind jedoch auch infratentorielle Lokalisationen (Kleinhirn) beschrieben worden. Abgesehen von den allerdings nur schwer behandelbaren epileptischen Anfällen und gelegentlich auch Kopfschmerzen führen sie zu keinen weiteren Symptomen. Die Prognose ist günstig, weswegen DNET nach der WHO-Klassifikation der Tumoren des zentralen Nervensystems als Grad 1 eingestuft werden. Sie gehören zur Gruppe der glioneuronalen Tumoren.
Die deutsche Schreibweise Dysembryoblastischer neuroepithelialer Tumor ist die korrekte Bezeichnung.

## Epidemiologie
Die Inzidenz (Häufigkeit) von DNET ist schwer abzuschätzen, da mehrere Berichte aus spezialisierten Zentren mit Schwerpunkt Epilepsiebehandlung stammen. Es wird geschätzt, dass etwa 1,2 % der Neuroepithelialen Tumoren die Kriterien der DNET erfüllen. Patienten sind in der Regel jung, die meisten noch Kinder. Bei Erwachsenen ist die Erstdiagnose eines DNET selten.

## Diagnostik

### Bildgebung
Die Bildgebung mittels Magnetresonanztomographie (MRI, MRT) oder Computertomographie (CT) zeigt Läsionen in der Hirnrinde. Die Läsionen erstrecken sich oft über die gesamte Dicke der Rinde.
Im CT sieht man dichtegeminderte (hypodense) gut abgegrenzte Hirnrindenläsionen. Zysten sind oft, Verkalkungen seltener anzutreffen. Eine Anreicherung von Kontrastmittel ist nicht typisch. Eine raumfordernde Verdrängung des umliegenden Gewebes tritt nicht auf. Manchmal zeigt sich eine Deformierung der Schädelkalotte über dem Tumor.
Im MRT zeigen sich die Läsionen gut abgegrenzt, nicht raumfordernd und ohne perifokales Ödem (Flüssigkeitsaufnahme im umgebenden Gehirnparenchym). Als typisch wird die multinoduläre Konfiguration (aus vielen knotenartigen Strukturen bestehend) beschrieben. Auch hier gibt es in der Mehrzahl der Fälle keine Kontrastmittelanreicherung.

### Pathologie

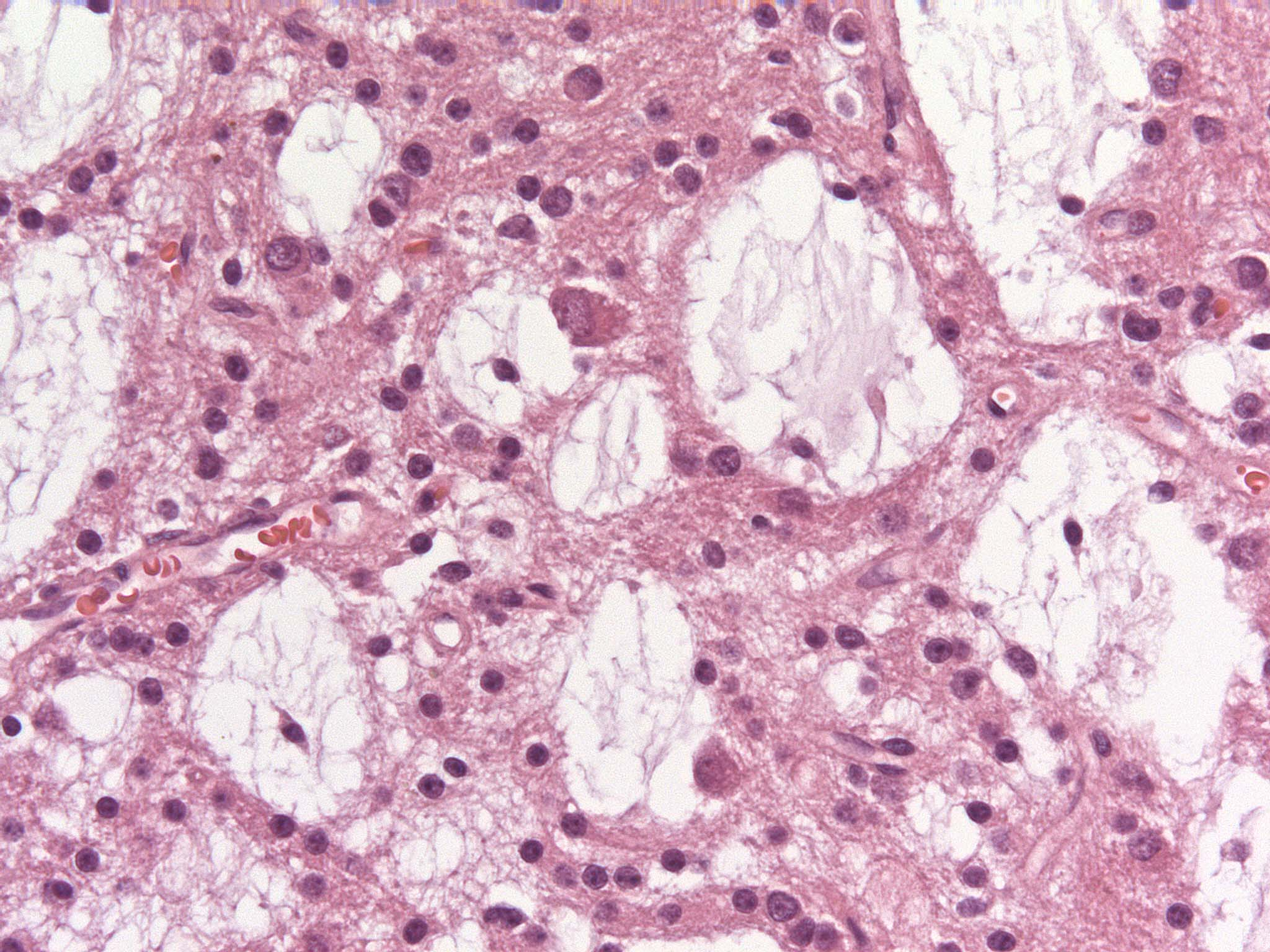
DNET (Hämatoxylin-Eosin gefärbter Schnitt). Hier ist das Glioneuronale Element mit sogenannten „floating neurons“ zu sehen: die neuronal differenzierten Tumorzellen „schwimmen“ in den hellen Seen.

Makroskopisch sind die Tumoren weich und gelatineartig. Die Tumoren können mehrere Knoten in der Hirnrinde bilden und sich gelegentlich auch in das Marklager (weiße Hirnsubstanz) erstrecken. Die am häufigsten betroffene Hirnregion ist der Temporallappen (Schläfenlappen), gefolgt vom Frontallappen (Stirnlappen) und seltener vom Parietallappen (Scheitellappen).
Mikroskopisch ist das wesentlichste Merkmal ein Strukturenkomplex bestehend aus glialen und neuronalen Elementen (glioneuronal elements). Die glialen Elemente sind Stränge aus Gliafasern und Gefäßen. Sie umgrenzen „Schleimseen“, in denen sich weitgehend ausgereifte Neurone befinden. Diese werden daher auch als „floating neurons“ bezeichnet.

### Differentialdiagnose
Die wichtigsten Differentialdiagnosen der DNET sind Oligodendrogliome, Gangliogliome und Gangliozytome.

## Therapie und Prognose
Die Behandlung besteht in der operativen Entfernung des Tumors, wodurch in der Regel auch eine Anfallskontrolle erreicht werden kann. Dysembryoplastische neuroepitheliale Tumoren tragen wahrscheinlich keine erhöhte Tendenz zur malignen Entartung, auch bei nur partieller Entfernung zeigen sie kein progredientes Wachstum.